# Calliopiidae
Calliopiidae es una familia de crustáceos anfípodos. Sus 107 especies se distribuyen por todo el mundo.

## Clasificación
Se reconocen los siguientes géneros:
- Amphithopsis Boeck, 1861
- Apherusa Walker, 1891
- Bouvierella Chevreux, 1900
- Calliopiella Schellenberg, 1925
- Calliopiurus Bushueva, 1986
- Calliopius Liljeborg, 1865
- Cleippides Boeck, 1871
- Frigora Ren in Ren & Huang, 1991
- Halirages Boeck, 1871
- Haliragoides G.O. Sars, 1895
- Harpinioides Stebbing, 1888
- Laothoes Boeck, 1871
- Leptamphopus G.O. Sars, 1895
- Lopyastis Thurston, 1974
- Lutriwita Lowry & Myers, 2012
- Manerogeneia Barnard & Karaman, 1987
- Membrilopus Barnard & Karaman, 1987
- Metaleptamphopus Chevreux, 1911
- Oligochinus J.L. Barnard, 1969
- Oradarea Walker, 1903
- Paracalliopiella Tzvetkova & Kudrjaschov, 1975
- Pontogeneoides Nicholls, 1938
- Stenopleura Stebbing, 1888
- Stenopleuroides Birstein & M. Vinogradov, 1964
- Tylosapis Thurston, 1974
- Weyprechtia Stuxberg, 1880
- Whangarusa Barnard & Karaman, 1987